# 羟基乙叉二膦酸
羟基乙叉二膦酸（etidronic acid (INN)、 、國際非專利藥品名稱），亦稱HEDP，是一種用於洗潔精、淨水過程、化妝品和藥物生產過程中的二磷酸鹽化合物。
這種酸所產生的鹽的化學式為MnHEDP（M是陽離子，n是M的數量，最多為4）。

## 性质
纯品为白色结晶。熔点198～199°C。易溶于水，溶于甲醇、乙醇。加热至高温时可缓慢分解，放出危险气体。工业品为无色至淡黄色透明液体，有危害性。

## 制备
由乙酰氯与亚磷酸反应而得。
{\displaystyle \ 2CH_{3}COCl+2H_{3}PO_{3}+H_{2}O\rightarrow CH_{3}C(OH)(H_{2}PO_{3})_{2}+CH_{3}COOH}

## 用途
电镀工业中，用作无氰电镀的通用络合剂。循环冷却水系统中，用作水质稳定剂主剂，属有机多元膦酸类，具缓蚀阻垢作用。